# 卯月八日
卯月八日（うづきようか）とは、旧暦4月8日に執り行われた各種の民間行事の総称である。
元来4月8日は灌仏会として釈迦の生誕を祝う仏教の重要行事日だが、民間ではこの時期に農事や山野での活動時期を迎えることから、春季到来を祝う行事、飲食、遊興や、仏事でも先祖供養など釈迦の生誕に関連が低い行事が行われてきた。
東日本では農事を忌んで休日とする場合や、山神を祀ったり山開きを行ったりする風習があり、西日本ではシャクナゲ、ツツジ、卯の花などを竹竿の先に束ねて庭先や木の枝に高く掲げる花立てや、卯月年忌と称される先祖の墓参りや先祖のための施餓鬼などが行われる。これらは農事に深く関連する祖先神として山の神を祀る儀式が、灌仏会の一部風習を取り込み独自の民間行事として発達したと考えられ、灌仏会が「花祭」と別称されることは、花が何らかの依代として役割する民間行事の習慣が仏教界へ影響したと解されている。